# چاه پتانسیل

یک چاه انرژی پتانسیل عمومی.

یک چاه پتانسیل (به انگلیسی: Potential well) منطقه اطراف یک کمینه محلی از انرژی پتانسیل است. انرژی گرفته شده در چاه پتانسیل قادر به تبدیل به نوع دیگری از انرژی (انرژی جنبشی در مورد چاه پتانسیل گرانشی) نیست چون در کمینه چاه پتانسیل محبوس است.
در مکانیک کوانتومی، مسئله ذره در جعبه که به «چاه پتانسیل بی‌نهایت» (Infinite Potential Well) نیز معروف است، بیانگر وضعیت ذره آزادی بوده که در یک فضای کوچک غیر قابل نفوذ به دام افتاده، در آن حرکت می‌کند و توانایی خارج شدن از آن را ندارد. این مسئله در واقع مثالی شهودی برای درک بهتر تفاوت دو دیدگاه فیزیک کلاسیک و مکانیک کوانتومی است.
در فیزیک و مکانیک کلاسیک، ذره به دام افتاده در جعبه‌ای بزرگ، می‌تواند هر سرعتی را اختیار کند و در حالت خیلی ساده تنها یک مسیر را طی می‌کند تا انرژیش تمام شود. با کوچک شدن ابعاد جعبه تا مقیاس‌ چند نانومتر، رفتارهای کوانتومی نمود بیشتری پیدا می‌کنند. در این حالت، ذره فقط می‌تواند برخی از سطوح انرژی مثبت را اختیار و در آن سطح‌ها حرکت کند. بدین ترتیب هیچگاه نمی‌تواند انرژی صفر را داشته باشد (تراز انرژی صفر وجود ندارد) و لذا هیچگاه نمی‌تواند به حالت سکون در آید.

همچنین در حالت کوانتومی، احتمال یافتن ذره بستگی به تابع توزیع دارد که خود وابسته به ترازهای انرژی است. از طرفی ذره ممکن است در نقاط خاصی موسوم به گره فضایی، هیچگاه یافت نشود.
مسئله ذره در جعبه، یکی از مسائل مکانیک کوانتومی است که بدون نیاز به روابط پیچیده ریاضی و به صورت تحلیلی حل می‌شود. این مسئله که اساس آن، بحث کوانتیده (گسسته) بودن ترازهای انرژی است، درک مناسبی در برخورد با مسائل پیچیده‌تر و تشریح سیستم‌های اتمی و مولکولی به ما می‌دهد. با ما در ادامه این مقاله همراه باشید تا به زبانی ساده مفاهیم و روابط مربوط به‌ آن را بیان کنیم. در ابتدای امر، برای اینکه درک بهتری از مسئله داشته باشیم، به تشریح مدل یک بعدی می‌پردازیم. در انتها نیز مدل دو و سه بعدی که در واقع تعمیمی از حالت یک بعدی هستند، عنوان می‌شوند.

## ذره در جعبه (چاه پتانسیل) یک بعدی
ذره‌ای را تصور کنید که در یک جعبه یک بعدی! (چاه پتانسیل ۱ بعدی) به طول L
به دام افتاده و نمی‌تواند از آن خارج شود. کف این جعبه دارای پتانسیل صفر و دیواره‌های آن به پتانسل بی‌نهایت متصل هستند
در مقاله «معادله شرودینگر -- به زبان ساده» با این معادله آشنا شدیم. با استفاده از این معادله می‌توانیم سطوح مختلف مجاز انرژی و تابع توزیع احتمال، که مربع قدر مطلق آن مکان ذره را نتیجه می‌دهد را به دست آوریم. در این مسئله نیز ابزار ما معادله شرودینگر بوده و از حل آن به اطلاعات مربوط به ذره درون چاه پتانسیل بی‌نهایت پی ‌می‌بریم.
نگران نباشید! حل این مسئله بسیار ساده بوده و کافی است به ترتیب زیر عمل کنید:
1. انرژی پتانسیل را متناسب با مسئله تعریف کنید. در اینجا داریم:
2. با جایگذاری پتانسیل، معادله شرودینگر را می‌نویسیم. در اینجا پتانسیل درون ناحیه مد نظر ما، یعنی درون جعبه (چاه پتانسیل)، صفر است. پس داریم:
3. معادله موج (در واقع همان معادله شرودینگر) را حل می‌کنیم. معمولاً پاسخ عمومی این دست از معادلات دیفرانسیل را از قبل می‌دانیم. در اینجا پاسخ معادله موج به صورت زیر است:
4. با استفاده شرایط مرزی در دیواره‌ها، پارامترهای موجود در تابع موج را به‌دست می‌آوریم. در اینجا شرایط مرزی متناسب با دو نقطه x=0 و x=L ، یعنی طول جعبه (چاه پتانسیل) هستند. چرا که تابع موج در دیواره‌ها به دلیل پتانسیل بی‌نهایت آن‌ها صفر است.
5. تابع موج به دست آمده را در معادله موج شرودینگر گذاشته و E را به دست می‌آوریم.